# محمدرضا پورمحمدی
محمدرضا پورمحمدی (متولد ۱۳۳۷) رئیس پیشین دانشگاه تبریز و استاندار سابق آذربایجان شرقی در دولت دوازدهم بود.

## زندگی‌نامه
وی پس از اتمام دوران تحصیلی ابتدائی و متوسطه در سال ۱۳۵۶ وارد دانشگاه تبریز شد و دوره کارشناسی خود را در رشته جغرافیا و برنامه‌ریزی شهری در سال ۱۳۶۳ به پایان رساند و در سال ۱۳۶۵ با استفاده از بورس تحصیلی عازم کشور انگلستان شد و فوق لیسانس و دکترای خود را در رشته برنامه‌ریزی شهری در دانشگاه کاردیف (UWIST) اخذ کرد. او پس از اتمام تحصیلات در سال ۱۳۶۹ به ایران برگشته و در دانشگاه تبریز شروع به کار نمود. بین سالهای ۱۳۷۰ تا ۱۳۸۴ در سمت‌های رئیس دانشکده، معاون دانشجویی و فرهنگی، معاون آموزشی و تحصیلات تکمیلی و رئیس دانشگاه تبریز مشغول بود.
وی در دوران دانشجویی در داخل و خارج از کشور در تشکل‌انجمن اسلامی دانشجویان فعالیت مؤثر داشت و در دوران جنگ ایران و عراق به‌صورت داوطلبانه در جبهه جنگ حضور یافت. در جریان انقلاب اسلامی و انقلاب فرهنگی در سال ۱۳۵۹ فعالیت کرده و در فاصله تعطیلی دانشگاه پس از انقلاب فرهنگی در جهاد دانشگاهی، نهضت سوادآموزی و صدا و سیما همکاری نمود.

## سوابق مدیریتی و اجرایی[نیازمند منبع]
- رئیس دانشکده علوم انسانی و اجتماعی دانشگاه تبریز
- معاون دانشجویی و فرهنگی دانشگاه تبریز
- معاون آموزشی و تحصیلات تکمیلی دانشگاه تبریز
- رئیس دانشگاه تبریز در دولت اصلاحات
- عضو هیئت علمی و استاد دانشگاه تبریز

## گزینه وزارت علوم
پورمحمدی در تاریخ ۲۰ مرداد ۱۳۹۶ در رسانه‌ها به عنوان گزینه وزارت علوم دولت دوازدهم معرفی شد.